# LSK Kvinner FK
Az LSK Kvinner Fotballklubb egy norvég női labdarúgócsapat, melynek székhelye Lillestrømben található. 2010 óta a Lillestrøm SK szakosztályához tartozik.

## Játékoskeret
2020. április 16-i állapotok szerint.
| #  |     | Poszt | Név                       |
| -- | --- | ----- | ------------------------- |
| 1  | NOR | K     | Ida Norstrøm              |
| 12 | NOR | K     | Idun-Kristine Jørgensen   |
| 4  | NOR | V     | Nora Marie Egenes         |
| 5  | NOR | V     | Ina Gausdal               |
| 14 | NOR | V     | Emilie Woldvik            |
| 17 | SWE | V     | Cathrine Dahlström        |
| 18 | NOR | V     | Malin Johnsen Brenn       |
| 22 | NOR | V     | Anja Sønstevold           |
| 6  | NOR | KP    | Emilie Haavi              |
| 7  | NOR | KP    | Heidi Elisabeth Ellingsen |

| #  |     | Poszt | Név                   |
| -- | --- | ----- | --------------------- |
| 8  | NOR | KP    | Nora Eide Lie         |
| 20 | NOR | KP    | Cathrine Dekkerhus    |
| 23 | GER | KP    | Isabell Bachor        |
| 25 | NOR | KP    | Sophie Haug           |
| 27 | BEL | KP    | Justine Vanhaevermaet |
| 9  | NOR | CS    | Emilie Nautnes        |
| 11 | NOR | CS    | Andrea Wilmann        |
| 15 | AUT | CS    | Simona Koren          |
| 16 | SWE | CS    | Mimmi Löfwenius       |
| 24 | NOR | CS    | Mia Authen            |

## Eredmények
- Toppserien
  - Bajnok (7): 2012, 2014, 2015, 2016, 2017, 2018, 2019
  - Ezüstérmes (5): 1992, 1995, 2005, 2008, 2013

- Norvég női kupa
  - Győztes (6): 1992, 2014, 2015, 2016, 2018, 2019
  - Döntős (3): 2005, 2008, 2009

## Külső hivatkozások
- A klub hivatalos honlapja